# Palparellus spectrum
Palparellus spectrum är en insektsart som först beskrevs av Jules Pièrre Rambur 1842.  Palparellus spectrum ingår i släktet Palparellus och familjen myrlejonsländor. Inga underarter finns listade i Catalogue of Life.